# Кызыл-Бель
Кызыл-Бель (кирг. Кызыл-Бел) — село в Баткенском районе Баткенской области Кыргызстана. Входит в состав Кара-Бакского айылного аймака.

## География
Село расположено в центральной части области, вблизи государственной границы с Таджикистаном, на расстоянии приблизительно 6 километров (по прямой) к северо-западу от города Баткена, административного центра области и района. Абсолютная высота — 949 метров над уровнем моря.

## Население
Согласно оценочным данным Национального статистического комитета Кыргызской Республики, численность населения села на начало 2023 года составляла 8123 человека.
| год     | 2009 | 2014 | 2015 | 2020 | 2021 | 2023 |
| ------- | ---- | ---- | ---- | ---- | ---- | ---- |
| человек | 3849 | 5425 | 5575 | 7226 | 7481 | 8123 |